# Мурса (Вила-Нова-ди-Фош-Коа)
Му́рса (порт. Murça) — населённый пункт и район в Португалии, входит в округ Гуарда. Является составной частью муниципалитета Вила-Нова-ди-Фош-Коа. По старому административному делению входил в провинцию Траз-уж-Монтиш и Алту-Дору. Входит в экономико-статистический субрегион Доуру, который входит в Северный регион. Население составляет 135 человек на 2001 год. Занимает площадь 8,19 км².